# Jean Wendling
Jean Wendling (Bischheim, Francia, 29 de abril de 1934) es un exfutbolista francés que se desempeñó como defensor. Jugó para Francia en la Eurocopa 1960.

## Equipos
| Equipo                         | País    | Años      | PJ  | Goles |
| ------------------------------ | ------- | --------- | --- | ----- |
| RC Estrasburgo                 | Francia | 1953-1957 | 94  | 1     |
| Toulouse FC                    | Francia | 1957-1959 | 78  | 0     |
| Stade de Reims                 | Francia | 1959-1965 | 218 | 1     |
| ASPV Strasbourg                | Francia | 1965-?    | ?   | ?     |
| Selección de fútbol de Francia | Francia | 1959–1963 | 26  | 0     |

## Palmarés
| Título               | Club                           | Año  |
| -------------------- | ------------------------------ | ---- |
| Copa Mundial Militar | Selección de fútbol de Francia | 1957 |
| Ligue 1              | Stade de Reims                 | 1960 |
| Ligue 1              | Stade de Reims                 | 1962 |